# Расслаивание
Расслаивание (англ. Delamination) — 1) образование трещин в многослойных композитах на границе раздела слоев под действием внешних нагрузок; 2) отщепление отдельных слоев в слоистых однофазных материалах.

## Описание
Многослойные композиты с полимерной матрицей (наиболее распространенный тип современных композитов) характеризуются непрочной межслоевой границей, которая разрушается под действием касательных напряжений при изгибе или в результате удара по внешней поверхности под действием отраженной волны растяжения. Специальным случаем расслоения является разрушение границы между слоями с различной ориентацией волокон при выходе её на свободную поверхность. Повреждения структуры армированных пластиков такого рода существенно снижают предельные нагрузки элементов конструкций при сжатии, поэтому мероприятия, направленные на повышение прочности границы, являются важным элементом конструирования армированных пластиков. В частности, перспективным методом борьбы с расслоением является впечатывание леса углеродных нанотрубок в межслоевое пространство.
Интеркаляция различных химических веществ в межслойное пространство слоистых соединений (например, слоистых двойных гидроксидов) с последующим химическим или термическим воздействием на интеркалят, приводящим к увеличению его объёма и отщеплению фрагментов слоистой матрицы, — распространенный метод синтеза пластинчатых наночастиц (наночешуек, нанослоев).